# Аммуніра
Аммуніра (Хамунірі) (д/н — 1310-ті до н. е.) — цар міста-держави Беріт в 2-й пол. XIV ст. до н. е. Основні відомості про нього містяться в листах амарнського архіву.

## Життєпис
Син царя Япа-Адди. Посів трон десь в середині 1350-х років до н. е. Змін політику попередника, відновивши союз з Біблом та визнавши зверхність Єгипту. Тим самим протиставив себе державі Амурру та її союзникам Сідону і Арваду.
У своїх листах до фараонів (EA 141—143) Аммуніра повідомляв проти ситуації в Фінікії та Ханаані, а також загрозу з боку Азіру, царя Амурру. Сам цар Беріта у дипломатичній переписці з єгипетським володарем іменує себе «берутським мужем», що може підкреслювати як залежний статус міста, так і обмежені повноваження монарха в стосунках з місцевою громадою.
З листів Ріб-Адді, царя Бібла, відомо, що Амуніра надав йому війська для відвоювання Бібла, де відбувся заколот прихильників Азіру. Проте Рі-Адда не зміг відновитися на троні.
Поразка Ріб-Адди, перехід на ібк Азіру фінікійських міст, відсутність допомоги від Єгипту, змусило Амуніру укласти союз з Азіру, можливо навіть почати сплачувати данину.
Точний рік смерті невідомий. також відсутні згадки про його спадкоємців.